# Palaina xiphidium
Palaina xiphidium је пуж из реда Architaenioglossa и фамилије Diplommatinidae. 

## Угроженост
Подаци о распрострањености ове врсте су недовољни.

## Распрострањење
Микронезија је једино познато природно станиште врсте.

## Станиште
Врста Palaina xiphidium има станиште на копну.